# Diecezja Acerra
Diecezja Acerra (łac. dioecesis Acerrarum) – diecezja Kościoła rzymskokatolickiego we Włoszech, w metropolii Neapolu, w regionie kościelnym Kampania.
Została erygowana w XI wieku prawdopodobnie po zniesieniu biskupstwa w Suessula ca. 1057. W 1818 zostało złączone równorzędnie z diecezją S. Agata da Goti. Od 1855 ponownie samodzielne.
W 2011 na terenie diecezji pracowało 21 zakonników i 46 sióstr zakonnych.

## Główne świątynie
- Katedra: Katedra Matki Bożej Wniebowziętej w Acerra
- Bazylika mniejsza: Bazylika Matki Bożej Wniebowziętej w Santa Maria a Vico

## Biskupi diecezjalni
- Girardo (1098–1116)
- Bartolomeo (objął urząd ok. 1179)
- Romano (brak danych)
- Gentile (objął urząd ok. 1242)
- Luca (objął urząd ok. 1274)
- Tommaso (1284–ok. 1302)
- Gentile (1307–1308)
- Guglielmo (1308–1313)
- Giovanni d'Esertelle OCist (1316–1331)
- Pietro (1331)
- Filippo (1331)
- Giovanni OFM (1332–1342)
- Matteo di Castelpietro OFM (1342–1344)
- Enrico de Monte OP (1344–1348)
- Rainerio (1348–1354)
- Federico di Somma OP (1358–1362)
- Giovanni di Patti OP (1363–1393)
- Tommaso (1394–1403)
- Angelo de Consilio (1403–1429)
- Filippo (1429–1434)
- Nicolas de Utino (1434–1450)
- Beltrandus (1451–1452)
- Leone Cortese (1452–1496)
- Roberto de Noya (Noja) OP (1497–1504)
- Nicolás (Pedro) de Noya OP (1504–1511)
- Vincenzo de Corbis (1511–1512)
- Juan de Vich OP (1512–1526)
- Carlo degli Ariosti (1537–1532)
  - Giovanni Pietro Carafa (1535–1537) administrator apostolski
  - Gianvincenzo Carafa (1537–1539) administrator apostolski
- Giampaolo da Pisa (1539–1554)
- Gianfrancesco Sanseverino (1556–1560)
- Giovanni Fabrizio Sanseverino (1560–1568)
- Juan Vázquez Coronado de Sayás (1568–1571)
- Scipione Salernitano (1571–1581)
- Marcello Maiorana CR (1581–1586)
- Giovanni Battista del Tufo CR (1587–1603)
- Juan Gurrea (1603–1606)
- Vincenzo Pagano CR (1606–1644)
- Mansueto Merati B (1644–1662)
- Placido Carafa CR (1663–1672)
- Carlo de Angelis (1674–1690)
- Carolus de Tilly (1692–1697)
- Giuseppe Rodoero (1697–1699)
- Benito Noriega OFM (1700–1708)
- Giuseppe Maria Positano (1717–1723)
- Domenico Antonio Berretti (1725–1761)
- Ciro de Alteriis (1761–1775)
- Gennaro Giordano (1776–1789)
- Gian Leonardo Maria Di Fusco OP (1792–1795)
- Orazio Magliola (1797–1829)
- Emanuele Maria Bellorado OP (1829–1833)
- Taddeo Garzilli (1834–1848)
- Francesco Javarone (1849–1854)
- Giuseppe Gennaro Romano (1855–1864)
- Giacinto Magliulo (1872–1899)
- Francesco De Pietro (1899–1932)
- Nicola Capasso (1933–1966)
- Antonio Riboldi IC (1978–1999)
- Salvatore Giovanni Rinaldi (1999–2013)
- Antonio Di Donna (od 2013)